# 森岳站
森岳站（日语：／ Moritake eki */?）位于秋田县山本郡三种町森岳字町尻，是东日本旅客铁道（JR東日本）管辖的鐵路車站。
特急津轻、临时快速Resort白神停车站。

## 历史
- 1902年8月1日 - 作为国有铁道车站投入运营[1]。
- 1986年11月1日 - 简易委托化。
- 1987年4月1日 - 国铁分割民营化后成为JR东日本车站。
- 1998年1月20日 - KISOK终止营业[2]。

## 車站結構
側式站台2面2線的地面車站。各站台之间以跨线桥连结。
東能代站管理的简易委托站。出站口设置POS机，可办理指定券发售业务。
站前有邮箱可以使用。

### 站台配置
| 站台 | 路线      | 方向 | 目的地           |
| ---- | --------- | ---- | ---------------- |
| 1    | ■奥羽本线 | 上行 | 秋田、大曲方向   |
| 2    | ■奥羽本线 | 下行 | 東能代、弘前方向 |

## 使用情况
JR東日本2017年度日平均乘车人数196人。
| 乘车人数变化       | 乘车人数变化     | 乘车人数变化  |
| 年度               | 1日平均 乘车人数 | 参考          |
| ------------------ | ---------------- | ------------- |
| 2000年（平成12年） | 388              | [ 客流量 2 ]  |
| 2001年（平成13年） | 363              | [ 客流量 3 ]  |
| 2002年（平成14年） | 357              | [ 客流量 4 ]  |
| 2003年（平成15年） | 351              | [ 客流量 5 ]  |
| 2004年（平成16年） | 333              | [ 客流量 6 ]  |
| 2005年（平成17年） | 315              | [ 客流量 7 ]  |
| 2006年（平成18年） | 324              | [ 客流量 8 ]  |
| 2007年（平成19年） | 311              | [ 客流量 9 ]  |
| 2008年（平成20年） | 288              | [ 客流量 10 ] |
| 2009年（平成21年） | 263              | [ 客流量 11 ] |
| 2010年（平成22年） | 259              | [ 客流量 12 ] |
| 2011年（平成23年） | 258              | [ 客流量 13 ] |
| 2012年（平成24年） | 245              | [ 客流量 14 ] |
| 2013年（平成25年） | 244              | [ 客流量 15 ] |
| 2014年（平成26年） | 219              | [ 客流量 16 ] |
| 2015年（平成27年） | 214              | [ 客流量 17 ] |
| 2016年（平成28年） | 218              | [ 客流量 18 ] |
| 2017年（平成29年） | 196              | [ 客流量 1 ]  |

## 相鄰車站
東日本旅客鐵道
■奥羽本線
- 特急津轻、临时快速Resort白神停车站

□快速
八郎潟－森岳－东能代
■普通
鹿渡－森岳－北金冈

### 使用情况
1. 1 2  . 東日本旅客鉄道.   [2019-02-19]. （原始内容存档于2019-03-25）.
2. ↑  . 東日本旅客鉄道.   [2019-02-19]. （原始内容存档于2019-04-02）.
3. ↑  . 東日本旅客鉄道.   [2019-02-19]. （原始内容存档于2019-02-22）.
4. ↑  . 東日本旅客鉄道.   [2019-02-19]. （原始内容存档于2019-04-02）.
5. ↑  . 東日本旅客鉄道.   [2019-02-19]. （原始内容存档于2019-03-27）.
6. ↑  . 東日本旅客鉄道.   [2019-02-19]. （原始内容存档于2019-02-23）.
7. ↑  . 東日本旅客鉄道.   [2019-02-19]. （原始内容存档于2019-04-02）.
8. ↑  . 東日本旅客鉄道.   [2019-02-19]. （原始内容存档于2019-04-02）.
9. ↑  . 東日本旅客鉄道.   [2019-02-19]. （原始内容存档于2019-04-02）.
10. ↑  . 東日本旅客鉄道.   [2019-02-19]. （原始内容存档于2019-02-22）.
11. ↑  . 東日本旅客鉄道.   [2019-02-19]. （原始内容存档于2019-04-02）.
12. ↑  . 東日本旅客鉄道.   [2019-02-19]. （原始内容存档于2019-04-02）.
13. ↑  . 東日本旅客鉄道.   [2019-02-19]. （原始内容存档于2019-04-02）.
14. ↑  . 東日本旅客鉄道.   [2019-02-19]. （原始内容存档于2019-03-27）.
15. ↑  . 東日本旅客鉄道.   [2019-02-19]. （原始内容存档于2019-03-06）.
16. ↑  . 東日本旅客鉄道.   [2019-02-19]. （原始内容存档于2019-03-06）.
17. ↑  . 東日本旅客鉄道.   [2019-02-19]. （原始内容存档于2019-03-23）.
18. ↑  . 東日本旅客鉄道.   [2019-02-19]. （原始内容存档于2019-02-14）.